# Керрі (роман)
«Керрі» (англ. Carrie) — парапсихічний роман американського письменника Стівена Кінга, написаний у 1974 році. Перший опублікований роман автора, з якого почався успіх Кінга як письменника.
Свого часу дружина автора, Табіта, знайшла чернетку роману у кошику для сміття і змусила чоловіка дописати її. Видавництво «Даблдей» у березні 1973 року придбало права на твір, гонорар письменника склав 2,5 тисячі доларів, що навіть для тих часів було невеликою сумою. Проте з часом за продажі авторських прав роман приніс Кінгу близько 400 тисяч доларів, половина з яких відійшла видавництву.

## Короткий зміст
Дія відбувається в місті Чемберлен, штат Мен. Героїня Карієтта «Керрі» Вайт — дівчина-підліток шістнадцяти років, стримана, сором'язлива та нерішуча, з самого дитинства зазнає переслідувань та нещадних насмішок своїх однокласників. Приниження, які примушують її страждати кожну мить, схожі на реальні психічні тортури, яких вона не може уникнути. До того ж, Керрі є жертвою поганого поводження власної матері — Маргарет Вайт — прибічниці фанатичного релігійного культу фундаменталізму. Не досить гарна, трохи незграбна та жахливо самотня, Керрі не має жодного друга, живе в справжньому кошмарі, що стає гіршим день у день.
Усе змінюється, коли після спортивних занять у душі в неї починається перша менструація. Її мати ніколи їй не пояснювала, що таке менструація, тож Керрі запанікувала та гадала, що вона помирає від кровотечі. Її одногрупниці почали глузувати над нею та кидати в неї тампони. В цей момент в ній щось переломлюється і вона втрачає будь-який контроль над собою, даючи волю своєму розпачу. Цей момент описаний в книзі як Поділ (Розщеплення).
І цей пам'ятний момент стає для Керрі головним, оскільки в ній знову виникає Щось. Колишня сила, якою вона володіла в дитинстві, і яку, як вона думала, вже давно втратила — дар телекінезу, який дозволяв їй переміщати або змінювати за бажанням предмети та об'єкти на відстані лише силою свого розуму.
Неймовірно потужна жахаюча сила, яку Керрі поступово почала освоювати, та яка без вагань використовуватиметься проти інших, якщо вони й далі будуть намагатися зробити їй боляче…

## Персонажі
- Керрі Вайт — шістнадцятирічна дівчина, дуже нещасна, задавлена психічно неврівноваженою матір'ю. Має здатність до телекінезу. Негарна, вірніше, недоглянута і похмура, до того ж погано одягається. Померла 28 травня 1979 в самому кінці книги від втрати крові.
- Маргарет Вайт — мати Керрі. Фанатична християнка, викривлено розуміє позиції цієї релігії. Наприклад, вважає будь-який прояв сексуальності, навіть у шлюбі, гріхом і гидотою, жіночу фізіологію — Божою карою, свою дочку — кодлом пекла. Була вбита своєю дочкою.
- Сьюзен «С'ю» Снелл — однокласниця Керрі, «хороша дівчина». Може піддатися злому почуттю, але здатна і до каяття.
- Томас «Томмі» Еверетт Росс — однокласник Керрі, зустрічається з Сью Снелл, простий добрий хлопець. Король випускного балу. Знепритомнів від удару відром по голові, потім помер під час пожежі в спортивному залі, де проходив випускний бал.
- Міс Дежардін — вчителька фізкультури в школі, де навчається Керрі, Сьюзен та інші. По молодості і доброті дещо захоплено сприймає шкільний процес. Худа, спортивна, з довгими ногами.
- Кристина «Кріс» Харгенсен — розв'язна і розпещена особа, дочка впливового адвоката, однокласниця Керрі та її головний ворог. Загинула в автомобільній аварії.
- Біллі Нолан — коханець Кріс Хангерсен, юнак із злочинними схильностями, грубий і вульгарний. Був убитий Керрі, коли спробував збити її.

## Екранізації
- «Керрі» (1976), режисер Брайан де Пальма. У головній ролі — Сіссі Спейсек.
- «Керрі 2: Лють» (1999)
- «Керрі» (2002), режисер Девід Керсон. У головній ролі — Енджела Беттіс.
- «Керрі» (2013), режисер Кімберлі Пірс. У головній ролі — Хлоя Морец.

## Переклади українською
- Стівен Кінг. Керрі. Переклад з англійської: В. А. Ракуленко. Харків: КСД, 2018. 224 стор. ISBN 978-617-12-5114-4